# Vertakte graslelie
De vertakte graslelie	(Anthericum ramosum)  is een vaste plant, die behoort tot de aspergefamilie (Asparagaceae). De soort komt van nature voor in Oost- en Midden-Europa en West-Azië. De planten bevatten steroïde saponinen. De soort wordt in de siertuin gebruikt. Het aantal chromosomen is 2n = 30 of 32
De plant wordt 30-70 cm hoog en heeft een korte wortelstok. De  blauwachtig groene, smal lijnvormige, 20-35 cm lange en 2-6 mm brede bladeren zijn over het algemeen veel korter dan de bloeiwijzen. In tegenstelling tot de grote graslelie (Anthericum liliago) zitten er aan de bladbasis geen catafyllen.
De vertakte graslelie bloeit vanaf juni tot in augustus met geurloze, witte bloemen. De bloeiwijze is een pluim. De zes kroonbladen zijn 10-13 mm lang, evenals de zes meeldraden. De binnenste kroonbladen zijn breder dan de buitenste. De rechte stijl is langer dan de meeldraden.
De vrucht is een bolvormige tot stomp driehoekige, 5-6 mm grote doosvrucht met zwarte zaden.

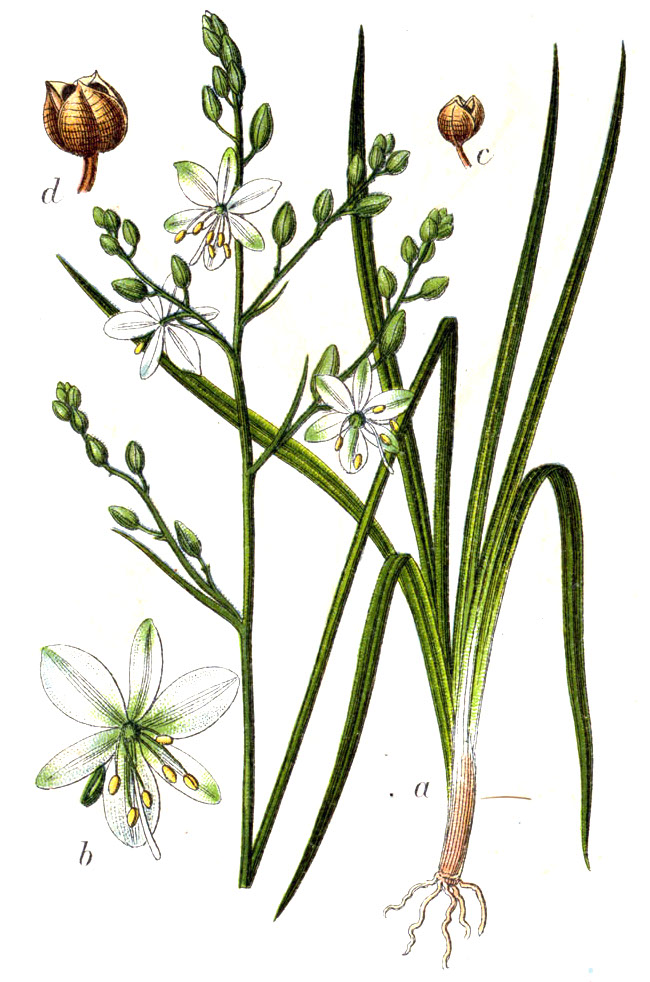
Illustratie van Jacob Sturm
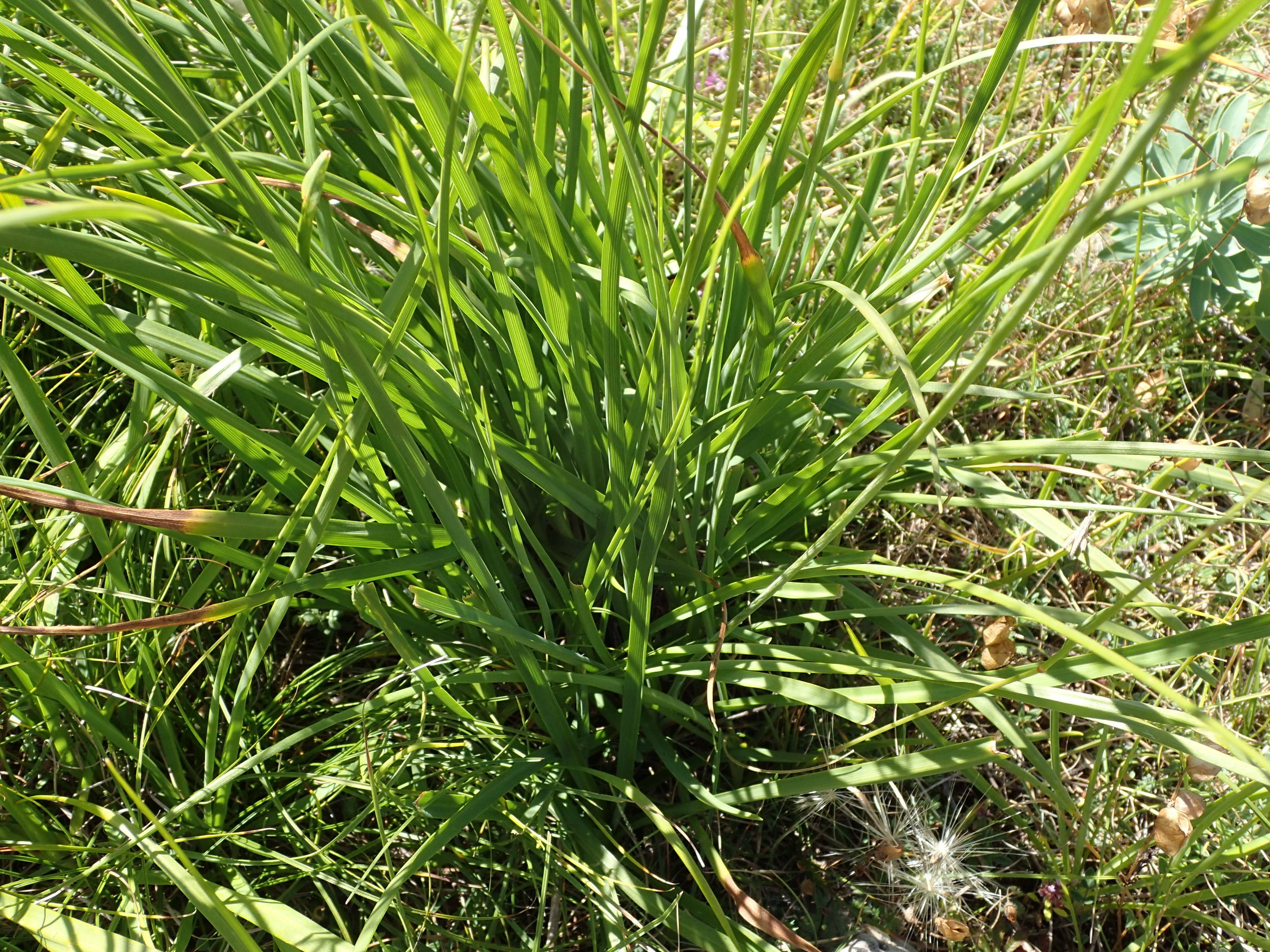
Plant
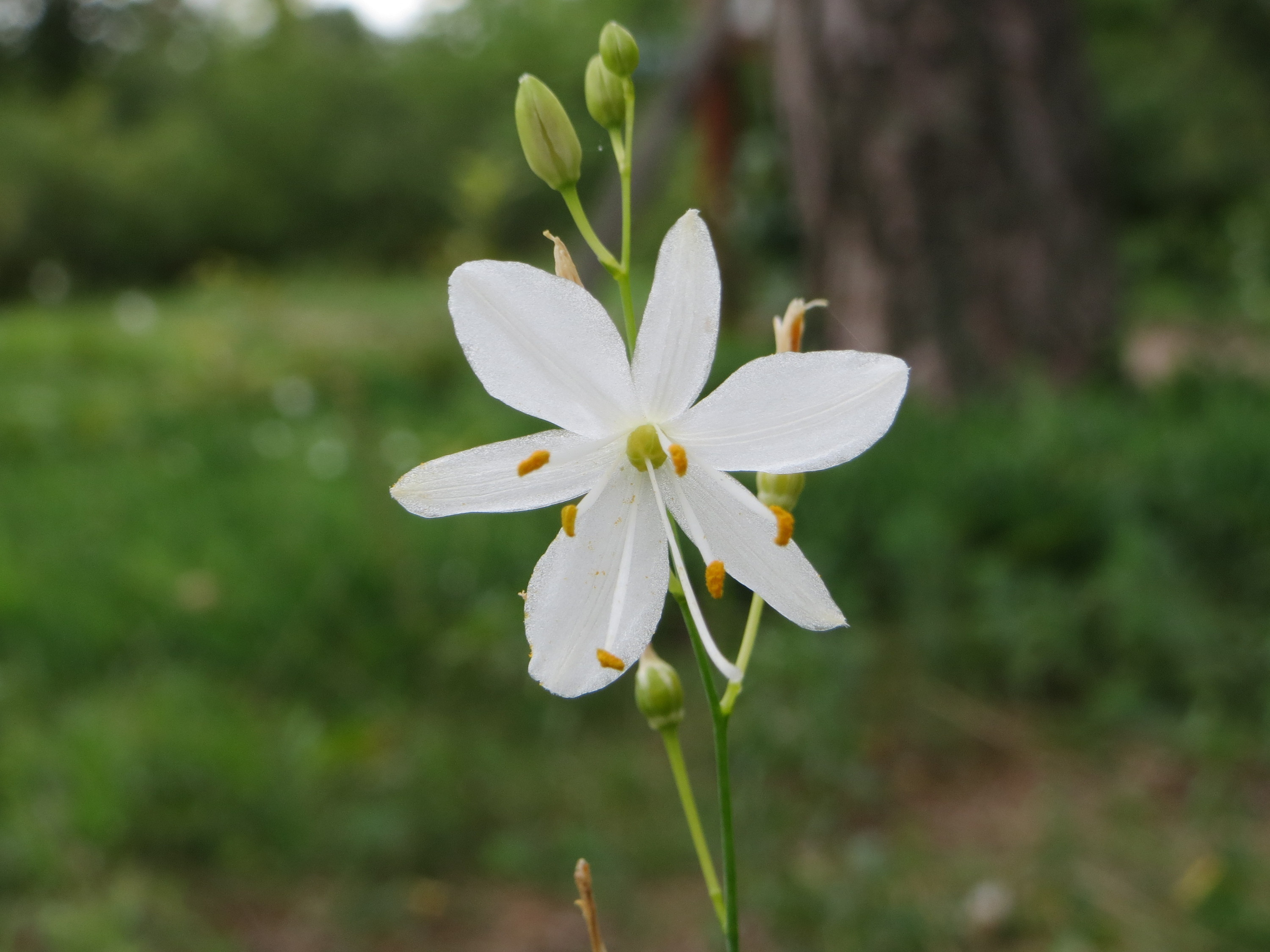
Bloem
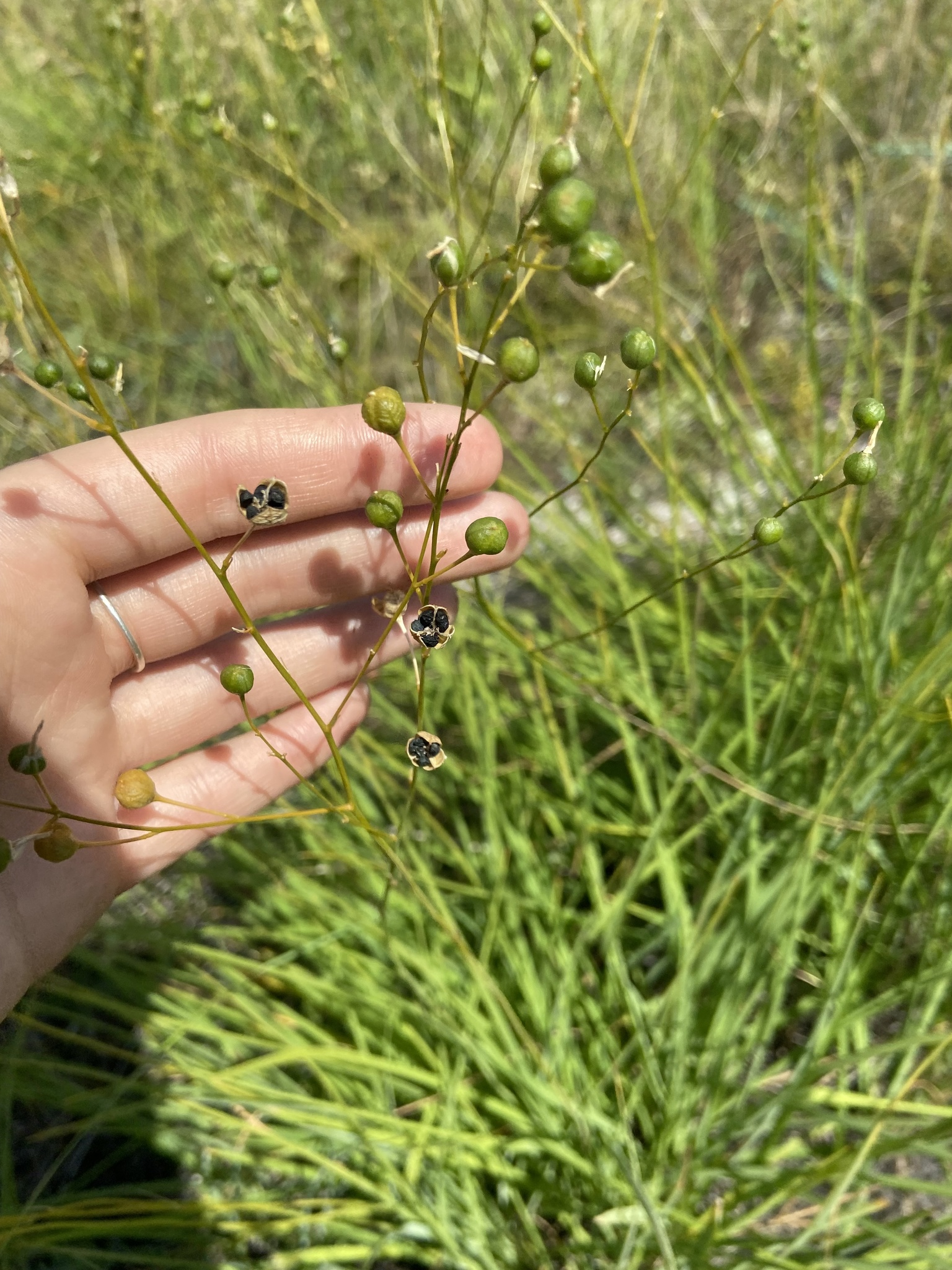
Doosvrucht met zaden

De vertakte graslelie komt voor op droge, kalkrijke grond, langs bosranden, rotsachtige, kalkrijke hellingen en kalkgrasland.